# ボールドウィン・ロンズデール
ボールドウィン・ジェイコブソン・ロンズデール（英: Baldwin Jacobson Lonsdale、1948年8月5日 - 2017年6月17日）は、バヌアツの政治家、聖公会派の聖職者。2014年9月22日から死去するまで、同国の大統領を務めた。大統領に就任するまではトルバ州のモタラバ島事務局長であった。

## 大統領職
国会議員と各州の知事を選挙人とする間接選挙で大統領に選出された。投票は8回にわたり行われ、バヌアツ史上最も長い選挙になった。その最後の投票でロンズデールは58票中46票を獲得し、当選のために必要な票数である有効投票数の3分の2を確保することができた。投票の間は国会議長のフィリップ・ボエドロが大統領代行を務めた。大統領としての最初の演説で、彼はこの選任がトルバ州にとっていかに意義深いものであるかを強調し、憲法の堅持を約束するとともに、バヌアツの人々に対して団結を求めた。
2015年3月には日本の仙台市で開かれた国連防災世界会議の席上で、サイクロン・パムの被害に対する国際的な支援を訴えた。
2017年6月17日、心臓発作を起こして病院に搬送され、大統領在職のまま死去した。